# El agua sagrada
El agua sagrada (en francés: L'eau sacrée) (en inglés: Sacred Water) es un documental sobre sexualidad en Ruanda y la tradición kunyaza referida a la eyaculación femenina. El documental es una coproducción Bélgica-Ruanda dirigido por el belga Olivier Jourdain, también autor del guion.

## Argumento
La protagonista del documental es Dusabe Vestine, una locutora de radio de la estación Flash FM de Kigali, que tiene un programa nocturno sobre sexualidad es la protagonista del documental. Empezó su programa sobre sexualidad en 2009 para parejas, jóvenes, con cada vez mayor audiencia en la diáspora, a través de internet. Con ironía y humor, en el documental explica que la eyaculación femenina en Ruanda es una práctica tradicional llamada kunyaza.  Se trata de un aprendizaje por parte de los hombres que tienen el reto de aprender las técnicas para satisfacer a las mujeres. También las mujeres aprenden a reconocer y reclamar su propio placer a través de la sexualidad. En el documental se escucha a numerosos testimonios de hombres y mujeres que sin pudor y con naturalidad van relatando sus prácticas sexuales y plantean sus interrogantes. El documental también explica la práctica tradicional llamada  gukuna de estiramiento labial.

## Sobre el documental
Olivier Jourdain, su director y guionista estudió cine en Londres y antropología en Leuven después de recibir una maestría en Comunicación en Bruselas IHECS. Ha viajado a África con frecuencia visitando entre otros países Malí, Madagascar, Congo, Costa de Marfil y Ruanda, donde grabó el documental El Agua Sagrada.
En 2009 mientras rodaba para la ONG Afrique en marche, escuchó fascinado la historia que da pie a conectar la tradición con la sexualidad: Érase una vez, en Ruanda, una reina terriblemente frustrada por las guerras que mantenían a su marido alejado del dormitorio. Tanto es así que tuvo que decidir llamar a un sirviente para mantenerla feliz. Temiendo represalias por parte del monarca, dicho sirviente acercó su tembloroso pene al clítoris de la reina, provocando de inmediato un chorro real. La kunyaza nació y pronto se extendería a la Tierra de las Mil Colinas. Según una de las muchas variaciones de este popular cuento ruandés, este episodio incluso dio a luz al inmenso lago Kivu.
Posteriormente Jourdain visitó en 2013 varias veces el país para tomar contacto con la población. Finalmente rodó el documental en 2014. Entre sus objetivos estaba también aproximarse a Ruanda en una «visión sin prejuicios» situación diferente a la habitual, un país todavía marcado por el genocidio.
El documental ha sido proyectado en numerosos festivales.

## Premios
- Premio Espiello Choben (2017) mejor documental realizado/dirigido por menores de 35[6]
- Diploma de excelencia (2017) Muestra de antropología visual de Madrid